# Controversia e irregularidades de la elección presidencial de 2006 en México

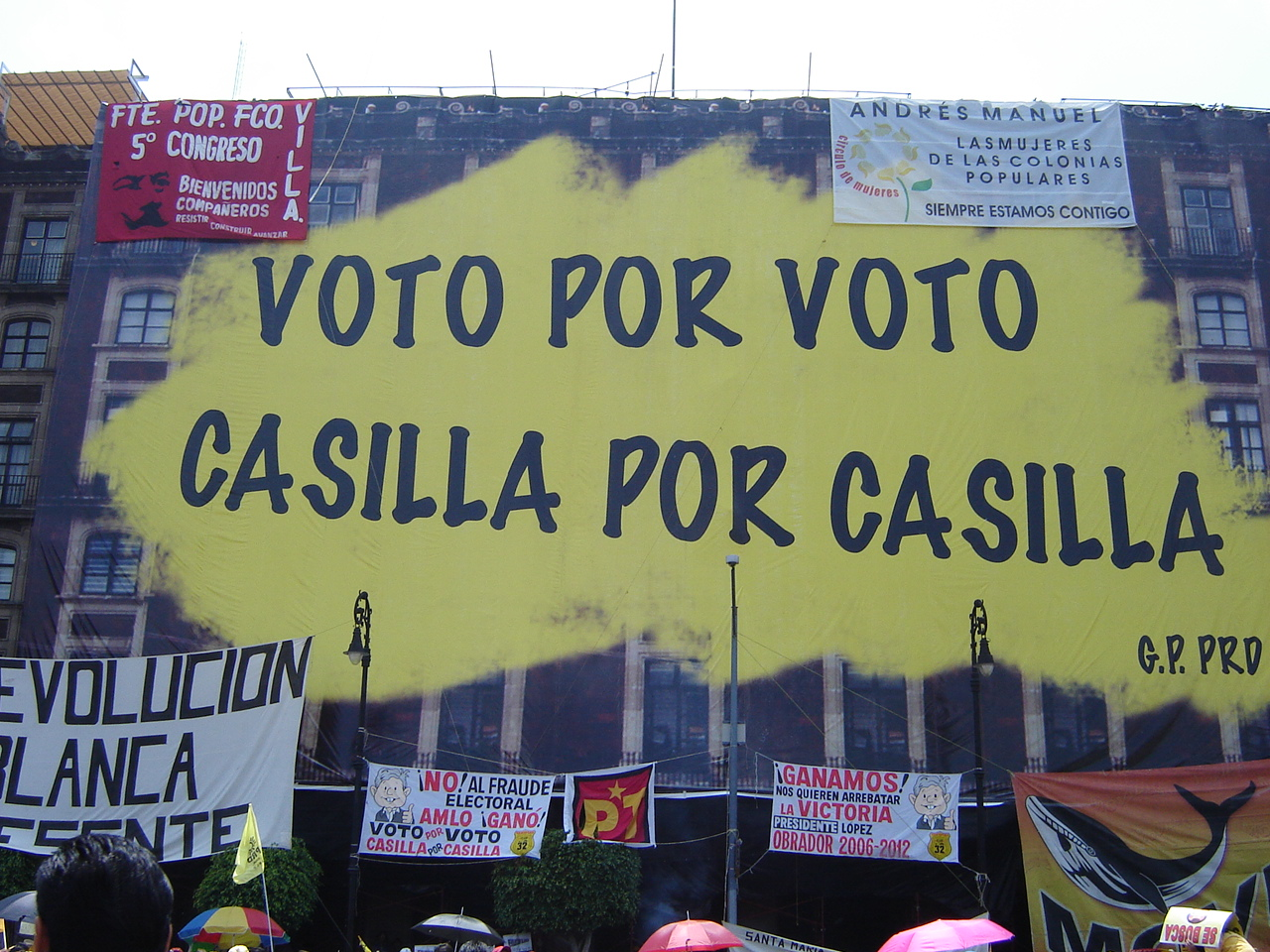
La consigna “Voto por Voto, Casilla por Casilla” se convirtió en la principal demanda de Andrés Manuel López Obrador y de los ciudadanos afines que exigían el recuento total de la votación del 2 de julio de 2006.

Las elecciones presidenciales del 2 de julio de 2006 fueron oficialmente las más competidas en la historia de México. El candidato declarado como ganador por el Tribunal Electoral del Poder Judicial de la Federación (conocido más por como su antecesor el TRIFE) fue Felipe Calderón, postulado por el Partido Acción Nacional, con una mínima diferencia de 0.56% sobre su oponente Andrés Manuel López Obrador de la Coalición Por el Bien de Todos. La oposición representada por esta coalición electoral denunció diversas irregularidades en torno al proceso electoral, antes, durante y después de la jornada comicial del 2 de julio.
Entre las denuncias, quejas e inconformidades presentadas por la coalición se encontraban: inconsistencias y errores numéricos en las cifras del conteo ofrecidas por la autoridad electoral, tanto las preliminares como las que luego serían declaradas oficiales; violaciones a las leyes electorales con la intervención de organismos privados en las campañas políticas, algo expresamente prohibido en el código en la materia; la intervención del gobierno federal, encabezada por Vicente Fox, en apoyo al candidato de su partido y en perjuicio de uno de los otros, con utilización recursos públicos; anomalías, presiones e inconsistencias en los conteos finales; rebases de topes de campaña; delitos electorales varios; anulación indebida de votos; controversias respecto al padrón electoral, entre muchos otros hechos e impugnaciones que tendrían lugar en relación con esta polémica elección.
Otros cuestionamientos sobre la elección tratarían de adulteración de las listas de electores, alteración de las actas, sustracción de boletas, adición de boletas, violación de los paquetes electorales, inconsistencias y anomalías en los sistemas de cómputo oficiales, descuadre de los resultados, etcétera. Las elecciones fueron el momento culminante del panorama convulso que venía atravesando el país desde el desafuero y en un entorno de crisis política nacional.

## Antecedentes

### La polémica por la integración del consejo general del IFE
En 2003 ocurrió el proceso de renovación de los consejeros electorales del Instituto Federal Electoral (IFE) según ordenaba la ley, dicho proceso fue cuestionado por la oposición representada por los partidos que integrarían la Coalición Por el Bien de Todos: (PRD, PT y Convergencia) al calificar al consejo resultante como “partidista” y ajeno a su naturaleza “ciudadana”, dichos partidos serían excluidos en las decisiones finales sobre la conformación del instituto, cuya estructura quedaría definida por las negociaciones en la cámara de diputados entre las bancadas del PRI y el PAN. Otras de las decisiones en el seno del IFE que generarían controversia sería la reelección de Fernando Zertuche como secretario ejecutivo del instituto en el nuevo consejo, señalado por el perredismo de ser operador político priísta. Rodrigo Morales, uno de los nuevos consejeros, al integrarse a su puesto lamentó que no se hubieran conseguido los consensos necesarios para la elección del nuevo consejo del instituto, reconociendo que eso hubiera sido lo mejor.
La integración del consejo propició discusiones álgidas al interior del PRI, dividido entre los liderazgos de Elba Esther Gordillo, coordinadora en la cámara, y Roberto Madrazo, presidente de ese partido. Una manera de resolver ese conflicto interno fue votar a los candidatos a consejeros solamente con el PAN, en un reparto de cuotas de 5 asientos para cada uno. El PRD proponía la reelección del consejero Jesús Cantú Escalante, uno de los consejeros impulsores de la sanción contra el PRI por el caso Pemexgate, por lo que para este partido dicha posibilidad era inadmisible, finalmente, el único partido de la coalición que podía tener alguna capacidad de influencia, el PRD, se vería excluido de todas las negociaciones al respecto.
Este desencuentro sería el primer punto de ruptura que tres años más tarde estallaría con la crisis política nacional.
Para el periodista Julio Hernández López, la mayoría de los perfiles que coparon el instituto desde entonces no contaban con ninguna credencial de la imparcialidad necesaria para organizar el proceso electoral de 2006: Luis Carlos Ugalde había fungido durante mucho tiempo como asesor del funcionario priísta Jesús Reyes Heroles González Garza, la consejera Luisa Alejandra Latapí inmediatamente antes de asumir el cargo era empleada del Consejo Coordinador Empresarial, el consejero Rodrigo Morales reconoció ser amigo personal de Felipe Calderón, y el consejero Virgilio Andrade Martínez era secretario de Ana Paula Gerard al momento de su designación, esposa del expresidente Carlos Salinas de Gortari (sería después secretario de Estado en el gobierno de Enrique Peña Nieto).

### La autoridad electoral rebasada y sin independencia
Posteriormente a las elecciones de 2006, el ex consejero Marco Antonio Gómez Alcántar reconoció que el consejo general de IFE operó desarticulado y sin márgenes debidos de independencia para su funcionamiento debido a las cuotas partidistas en su integración, un escenario político convulso previo con el desafuero y la constante e ilegal intervención del presidente Fox en el proceso electoral, según Gómez Alcántar, Luis Carlos Ugalde rompió el acuerdo establecido extraoficialmente entre los consejeros de declarar a un ganador de la elección hasta que terminaran de procesarse las muchas quejas e impugnaciones que habría en materia electoral. En la misma línea, para la ex consejera Lourdes López la pasividad del IFE frente a Fox y la cúpula empresarial acabó con la capacidad del instituto de dirigir el proceso, así como que el consejero presidente terminó cediendo a muchas presiones. Alfredo Figueroa Fernández, que sería consejero electoral hasta 2008, también ponderó que la intromisión de Fox con recursos públicos, y de indebidos recursos privados, en la contienda, rompió con todo atisbo de equidad que pudo existir en el proceso.
El día de la jornada electoral, la mañana del 2 de julio, el malestar ocasionado por esta situación fue reflejada en el discurso del representante del PRI ante el instituto, Felipe Solís Acero: “El proceso comicial que hoy llega a su punto culminante estuvo significado por la perniciosa presencia del gobierno federal, que no supo ni quiso mantener la distancia de neutralidad a la que estaba obligado. El presidente de la República declinó jugar el papel de Jefe de Estado y prefirió asumir responsabilidades prácticamente de campaña del candidato de su partido. […] Una actuación discreta de la autoridad electoral sobre el tema quedan para la historia y el análisis”. Ugalde también reconocería que la principal gestora de su presencia como consejero y presidente del IFE era Elba Esther Gordillo y que constantemente ésta intentó ejercer presión durante la jornada electoral para que declarara ganador a Calderón ese mismo día.
Otros periodistas han sostenido que Vicente Fox y Luis Carlos Ugalde mantuvieron reuniones en la residencia oficial de Los Pinos que no fueron reveladas ni conocidas por la opinión pública y que hubo presiones, también desde Los Pinos, hacia los medios de comunicación para favorecer la campaña del candidato Calderón, quien iba abajo en las encuestas de intención de voto.
Estas condiciones han hecho señalar, por ejemplo, a Armando Bartra, que la credibilidad del IFE se vio manchada mucho antes de las elecciones del 2 de julio, y el proceso irremisiblemente en entredicho antes de que siquiera iniciara la contienda.

## Las irregularidades
Desde antes de la realización del proceso del 2 de julio la coalición, simpatizantes de la misma o simplemente ciudadanos comunes, alertaron sobre diversas situaciones irregulares que ponían en riesgo la limpieza del proceso electoral. En algunos estados se reportó la repentina falta de acreditación de representantes electorales de los partidos de la coalición, en el caso de Guanajuato, por ejemplo, esto representó que el 20% de los representantes de la coalición en ese estado no pudieran observar y vigilar el desarrollo de la jornada electoral. La falta de representantes de la coalición en la observación y conteo que se desarrolló en las casillas tuvo un impacto medible, según el Comité Ciudadano de Seguimiento del Proceso Electoral: donde la coalición sí tuvo representantes obtuvo 11.8 millones de votos (37.3%) contra 10.6 millones de Felipe Calderón (33.6%). Un promedio de 12 votos más para la colación en las casillas que sí alcanzaron su cobertura y vigilancia. En contraste, donde la coalición no tuvo ni uno solo de sus representantes, el PAN obtuvo un 42.9% de la votación frente a un 28.9% de la coalición. Un promedio de 46 votos para el PAN por encima de la coalición.
Otro de los fenómenos irregulares sucedidos fue la sustitución de funcionarios de casilla que no se presentaron por alguna razón a cumplir la labor por la cual habían sido capacitados por el IFE, tanto el día de la elección como en los días anteriores a esta, el IFE reconoció que hubo un 22.03% de sustituciones de funcionarios en las casillas instaladas. Un porcentaje atípicamente alto en procesos electorales federales y aun más en una elección presidencial, cuestión a la que algunos atribuyeron el margen notablemente elevado de errores aritméticos en el conteo, sin que se diera una explicación de ningún tipo por parte de la autoridad electoral sobre esas ausencias registradas. Por otra parte, una de las controversias surgidas en los primeros días posteriores a la elección fue que se documentó que muchos ciudadanos reclamaban haber sido suprimidos de la lista nominal de electores pese a tener credencial para votar vigente.
Una cuestión problemática respecto a las credenciales de elector fue la siguiente: según datos del INEGI de 2005, 65.3 millones de mexicanos eran mayores de 18 años, el IFE declaraba que el 90% de ellos contaba con credencial de elector, aproximadamente 58 millones, pero el IFE registró haber entregado para las elecciones federales de 2006; 71 millones de credenciales. Una de las irregularidades generales en torno al cómputo de la elección fueron los errores aritméticos denunciados por la coalición: al cierre del PREP se registraba que la participación ciudadana en la elección era del 59%, es decir alrededor de 42 millones de votos, pero la suma de todos los votos incluidos los nulos arrojaba un total de 39 millones, es decir, se presentaba una situación de tres millones de votos inciertos. La respuesta de los críticos a este tipo de anomalías era la trivialización del PREP; sus resultados no eran los oficiales.

### Elementos para un fraude cibernético
Tanto el comportamiento de las gráficas del Programa de Resultados Electorales Preliminares (PREP) como del conteo oficial fueron objeto de cuestionamiento, las fluctuaciones de votación para los candidatos punteros fueron variando para ponerse a la cabeza de la elección cada uno según avanzaba la información hacia el IFE, no obstante, las tendencias de los otros partidos permanecieron prácticamente invariables desde un inicio hasta el cierre, lo que en opinión de expertos en la materia es estadísticamente imposible. Cerrándose ambos instrumentos con una ventaja para el candidato del PAN que caía en el margen de error estadístico (menor a un punto porcentual). Se presentaron diversos estudios científicos, de interés académico, llevados a cabo por físicos y matemáticos de diferentes instituciones, como la UNAM y el IPN. Uno de ellos fue el realizado por el Dr. Luis Mochán, quien realizó un análisis de las actas electorales de los 300 distritos del país, dicho estudio arrojó como resultado la existencia de una discordancia entre los resultados reportados por el sistema de cómputo y el número de votos supuestamente contabilizados. Otros estudios en la materia propusieron la posible existencia de un algoritmo en las bases de datos para perjudicar y/o beneficiar a alguno de los candidatos.
Un grupo de académicos de la UNAM para el estudio científico de la elección formado por Raúl Aguilar, Humberto Carrillo, Susana Gómez, Rosario Paredes, Luis Rincón, Víctor Romero, Francisco Portillo, Pilar Alonso, José Antonio Flores y Bolívar Huerta, informaron que: “se presentó una manipulación en el cómputo de los votos tanto del PREP como del conteo distrital, vía la alteración de los resultados o la administración de las muestras de casillas tomadas que supuestamente debían ser aleatorias. Sólo mediante una manipulación cibernética en el área informática del IFE dichos comportamientos anormales e improbables pudieron suceder”.
La coalición anunció que interpondría las impugnaciones correspondientes sobre el proceso comicial ante el tribunal federal electoral, solicitando el recuento del 100% de las casillas del país, el candidato López Obrador se comprometió a detener la movilización social a que convocaba si se atendía a tal petición legal y a respetar el resultado fuese cual fuese.

### Otros estudios relacionados
El Dr. Víctor Romero Rochín, del Instituto de Física de la UNAM, en sus conclusiones sobre el análisis de las bases de datos del PREP y de los conteos distritales, compartió la afirmación de que existió algún mecanismo de interferencia en el sistema de cómputo del IFE, sin que esto implicase una participación activa del propio instituto, es decir, que pudo ser probable la intervención de un agente externo en la operatividad del sistema. De un estudio numérico de la información proporcionada por el IFE, el Dr. Francisco Portillo Bobadilla del Instituto de Matemáticas de la UNAM, identificó 72,737 casillas en donde se presentaban incongruencias aritméticas, es decir el 56.08% del total de casillas instaladas a nivel nacional, estimaba que estas incongruencias numéricas afectaban en un mínimo de 193,525 votos a un máximo de 215,678 votos la elección de presidente de la república.
Alejandro Lara y Rogelio Caballero, del Instituto de Geofísica de la UNAM, identificaron tendencias cuadráticas en los resultados del cómputo distrital para la elección de presidente, demostrando que el resultado final del conteo pudo ser “forzado” al usar un modelo matemático de polinomio de segundo orden, logrando con esto identificar los distritos y los estados en donde los resultados pudieron ser alterados deliberadamente para alcanzar el resultado reportado.
La cientista social y matemática Patricia Díaz Trejo apuntó como conclusión de su estudio sobre la información del conteo oficial: “concluimos que existe una correlación lineal perfecta entre las distintas variables, lo que significa que dichos resultados están descritos por una ecuación lineal, lo que en las investigaciones de ciencias sociales es casi imposible su ocurrencia”.
Miguel de Icaza-Herrera, del Centro de Física Aplicada y Tecnología Avanzada, coincidió en que el acontecimiento de eventos de probabilidades muy bajas, en determinados casos analizados, indicaba inequívocamente una manipulación de los resultados electorales.

### Opiniones internacionales
El diario The Guardian en un artículo del 17 de julio del 2006, apuntaba que existían fundadas dudas en relación con los resultados ofrecidos por la autoridad electoral, mientras que el New York Times en una editorial del 7 de julio consideraba que las elecciones presidenciales en México ameritaban un recuento completo de los votos, opinión compartida por el Financial Times en un artículo del 10 de julio, que evaluaba como razonables las dudas respecto al conteo desarrollado y condenaba que el partido en el gobierno hubiera abusado de su posición de poder para “aparejar” los resultados.
El sitio web estadounidense AlterNet publicó un artículo denominado “¿Halliburton se robó las elecciones en México?” su autor John Ross fue entrevistado por la periodista Amy Goodman acerca de la tesis de la intervención de intereses corporativos norteamericanos en México y sus elecciones, para avanzar en la desintegración y posterior privatización de Pemex con la reelección del PAN en la presidencia.

## Hechos e inconsistencias
El 4 de julio, un día antes de los cómputos distritales que darían el resultado oficial, fueron encontradas diez urnas en un vertedero de Nezahualcóyotl, Estado de México. De acuerdo a ley, todo el material electoral debía hallarse resguardado por las fuerzas armadas por lo menos hasta el día de los cómputos en los distritos. Una situación similar se presentó en Xalapa, capital de Veracruz, cuando se reportaron votos tirados en un basurero. Un funcionario del IFE en Saltillo, Coahuila, el día de los cómputos distritales, dimitió a su cargo aduciendo que sus superiores le habían ordenado introducir en el ordenador solamente resultados favorables a Calderón. La coalición ubicó 72 mil casillas en donde se presentaban inconsistencias de diverso tipo.
El 5 de julio se llevaron a cabo los cómputos en cada uno de los 300 distritos del país, en algunos lugares el recuento de los votos fue permitido por la autoridad electoral con base en las evidentes inconsistencias numéricas o anomalías detectadas, con base en este muy menor recuento parcial (se estima que fue solo del 1% de las casillas) la candidatura del PAN perdió 113 000 votos de su supuesta ventaja. Haciendo una extrapolación de estos datos al universo total de casillas, la New Left Review estimaba que la coalición pudo haber ganado la presidencia por un millón de votos.
La revista Proceso y otras organizaciones emprendieron un litigio en base al derecho a la información para tener acceso a la inspección de las actas y boletas de la elección del 2 de julio, planteando el caso como un tema derechos humanos. Sin embargo, el 7 de septiembre de 2006 el IFE dictaminó, increíblemente, que los votos y las actas no eran documentos públicos y que serían quemados en un plazo de 15 días.
Un estudio conjunto elaborado por Octavio Rodríguez Araujo y Luis Javier Garrido mostró que fueron 8,428 las casillas con graves inconsistencias, lo que de acuerdo a la ley y a la jurisprudencia ameritaba su nulidad. Rodríguez Araujo y Garrido señalaron que de procederse de esa manera el PAN perdería 1,389,653 votos y López Obrador 618,933, dándose un resultado de 526,786 votos de diferencia a favor de la candidatura de la coalición.
Hugo Almada, estadígrafo de Alianza Cívica A.C., evaluó como evidente una alternación sistemática tanto del PREP como del conteo oficial, en su estudio, en todos los estados en donde la coalición había resultado como vencedora existían menos votos para la elección de presidente que para la de senadores, mientras que en el caso de los estados ganados por el PAN la tendencia era la inversa; en dichos estados siempre se registraba un mayor número de votos para la elección presidencial que la de senadores. Esta aparición y desaparición de votos inexplicable se sostendría de igual manera en los cómputos distritales.
Silvia Gómez Tagle, investigadora de El Colegio de México y estudiosa de los procesos electorales en el país, detectó que en 25,549 casillas faltaron votos para la elección de presidente; en 1,008 casillas faltaron entre 20 y 739 boletas (para un total de 63,472 votos) mientras que en las restantes 24,541 faltaron entre 1 y 19 boletas (para un total de 85,343 votos), para un acumulado de 148,185 boletas electorales anómalamente faltantes. En este mismo estudio, se registró que en 1,947 casillas sobraron entre 20 y 760 boletas (para una suma parcial de 454,214 votos) y que en 28,833 hubo entre 1 y 19 boletas de más (con una sumatoria de 90,865 votos) para dar un total acumulado de 545,079 boletas electorales extrañamente sobrantes. En suma general se trató de 693,894 votos irregulares.

### Hildebrando
Meses antes a la realización de los comicios, el Instituto Federal Electoral había celebrado un contrato con una empresa propiedad de Diego Hildebrando Zavala (cuñado de Felipe Calderón) para desarrollar un sistema multibiométrico, a fin de “detectar registros múltiples y fraudes de identidad en el registro nacional de votantes”. Un millón 93 mil 388 votantes fueron eliminados del padrón bajo el argumento de "posible fraude de identidad".
Para la elección del 2 de julio, el IFE contrató a la compañía de software de Hildebrando para computarizar los datos finales de la elección. El periodista Víctor Trujillo cuestionó en el noticiero En Contraste el 21 de abril de 2006: "¿Qué tan clara puede ser la presencia de un cuñado de uno de los candidatos a la presidencia de la república en la base de datos?".
En el noticiero de Carmen Aristegui del 26 de junio de 2006 en la cadena CNN en español se informó que la red de campaña de Felipe Calderón tenía acceso directo a las bases de datos del padrón electoral del IFE, algo que es ilegal y solo podía explicarse con una invasión a la misma base de datos o a una indebida filtración del padrón hacia la campaña del PAN. A través del usuario “Hildebrando117” y una clave no especificada, cualquiera podía acceder a toda la información del padrón desde el sitio web de la campaña del candidato del PAN.

### La maestra Elba Esther
El 2 de julio se llevó a cabo una conversación telefónica, después filtrada al público, entre Elba Esther Gordillo, entonces máxima dirigente nacional del Sindicato Nacional de Trabajadores de la Educación (cargo que hasta 2006 tenía todavía con carácter de vitalicio), y el gobernador priista de Tamaulipas; Eugenio Hernández Flores. En ella Gordillo informaba que la candidatura del PRI iba rezagada en un tercer lugar, le exhortaba a “vender lo que tenga” con Felipe Calderón y a decantar la maquinaria gubernamental de su estado para favorecer al PAN en las elecciones. Después Gordillo reconocería haber sostenido conversaciones del mismo tipo con todos los gobernadores del país durante el 2 de julio, para “negociar” y operar políticamente el resultado de la elección.

### El debate en los medios
Hubo algunos espacios en los medios en donde se permitió que representes de la coalición expresaran sus argumentos: Porfirio Muñoz Ledo sostuvo que por las muchas presiones sobre el tribunal para declarar ganador al PAN, así como al tratarse de un tema de soberanía; la capacidad de un pueblo de decidir por sí mismo y a sus gobernantes, era el pleno de la Suprema Corte quien debía resolver sobre la constitucionalidad de la elección.
Claudia Sheinbaum señaló que las impugnaciones de la coalición llegaban hasta 72,000 casillas con diversas irregularidades o inconsistencias (más del 50% de todas las que fueron instaladas en el país), específicamente: en 56,000 casillas se presentaban más votos que las boletas en un principio asignadas para tales casillas, mientras que en las restantes 16,000 se presentaba el fenómeno contrario; menos votos que las boletas totales correspondientes a tales urnas.
Durante un breve segmento del noticiero de Canal 11 el candidato López Obrador pudo plantear un llamado al candidato del PAN para pronunciarse a favor de un recuento total de los votos en aras de la transparencia y de la legitimidad del próximo presidente del país. Expuso también dos ejemplos de las irregularidades en la elección, para ilustrar, tomando como base información oficial proporcionada por el IFE: En una casilla del municipio de Guadalupe (Nuevo León) el PAN ganaba con 786 votos a su favor, que sumado al resto de todos los otros daba un total de 961, con un listado nominal de 603 electores (por lo que había 358 votos que no debían existir); en otra casilla de Ciudad Valles (San Luis Potosí) el PAN ganaba con 766, que con la adición de todos los demás arrojaba 884 votos, mientras que la lista nominal de dicha casilla era de 413 electores, registrando entonces 471 votos de más. Reiteró de igual manera que más del 50% de las casillas presentaban estos “errores aritméticos”, y que esperaba que el tribunal cumpliera su responsabilidad de limpiar la elección con el recuento de todos los votos, siendo éste el caso, ya no convocaría a movilizaciones y haría un llamado a respetar el resultado.
Luego del pequeño recuento parcial de casillas que ordenara el tribunal, Ricardo Monreal durante un programa de Televisa con Denise Maerker denunció que en por lo menos 100 distritos del país la paquetería electoral fue alterada de manera preventiva a la realización del recuento, asimismo informó que en el recuento adicional exigido por los representantes de la coalición en los consejos distritales (en un total de 2,750 urnas) la coalición recuperó casi 102 mil votos que en un principio no habían sido contabilizados a su favor, en muchos de estos casos se trató de votos que por alguna razón fueron registrados como nulos pero que con el recuento se demostraron favorables a la coalición.

## El recuento parcial y el fallo del TRIFE
El TRIFE ordenó el 5 de agosto un recuento de solamente el 9% del total de casillas del país, es decir 11,839, de ellas en 7,442 casillas se acreditó que había votos perdidos o por encima de los votantes registrados. Como producto de este recuento el 28 de agosto el tribunal ordenó la anulación de solamente 237,736 votos. Si el tribunal hubiera dispuesto la anulación de únicamente esas casillas con notables inconsistencias, el resultado hubiera quedado como favorable para la coalición.
Se planteó como argumento de derecho ante el tribunal la posible aplicación del criterio jurisprudencial conocido como la “nulidad abstracta”, traducible como la consideración de que la intervención del gobierno a favor de uno de los contendientes en un proceso electoral viciaba la legalidad y legitimidad del mismo. Bajo este criterio fueron anuladas por este mismo tribunal las elecciones para gobernador de 2003 en el estado de Colima y de Tabasco en las elecciones del año 2000.
En este minoritario recuento parcial, además, se acreditaron inconsistencias o irregularidades de diverso tipo en dos terceras partes de estas casillas. En 3,276 aparecieron más votos que votantes (“urnas embarazadas”), en 4,336 aparecieron menos votos que votantes (“urnas saqueadas”). En 81% de las casillas revisadas los resultados variaron a favor de la coalición: En 3,074 paquetes electorales se encontraron 45,890 votos de más, mientras que en 4,368 habían desaparecido 80,392 boletas, sumando un total de más de 7 mil casillas con inconsistencias graves y 126,282 votos alterados. El represente del PRD ante el IFE, Horacio Duarte, señaló que: “Si los magistrados del TEPJF tuvieran las agallas y decidieran anular las casillas donde se encontraron más votos que votantes o menos sufragios que boletas, el candidato de la coalición (...) tendría una diferencia de 420 mil votos a favor”.
Inconsistencias adicionales en estos paquetes electorales que fueron recontados y en otros eran varios: como que se encontraran sin sellar, miles de sobres con sellos violados y sin firmas, esto fue denunciado como una omisión u acción dolosa por parte de la autoridad electoral en el cumplimiento de sus obligaciones legales, para el investigador Víctor Manuel Toledo Manzur estos hechos por sí solos ya ameritaban la nulidad de la elección.
A propósito de que la revisión de tan solo este 9% de las casillas implicara la anulación de 237 mil sufragios, en una editorial el ex consejero electoral Eduardo Huchim cuestionó: “¿Qué hubiera pasado de haberse revisado el otro 90% de las casillas?”
El 5 de septiembre de 2006 el tribunal declararía oficinalmente como ganador a Calderón por la diferencia de algo más de 200 mil votos y el 0.56% de la votación. Todos los magistrados de la sala superior del tribunal electoral coincidirían en condenar las intromisiones de Vicente Fox en el proceso, asegurado que su ilegal intervención constituyó la mayor irregularidad registrada en la contienda y la que puso en grave riesgo la validez de la elección.

### Análisis posteriores
José Antonio Crespo señalaría respecto al proceso: “Había cerca de un millón de votos no sustentados en boletas electorales. o sea, las actas de escrutinio no reflejan la verdadera votación, porque apuntaron más o menos votos que los depositados en las urnas”.
Sergio Aguayo Quezada concluyó: “Con base en la información conocida, en los dictámenes de ilegalidad hechos por la autoridad electoral y, tomando en cuenta el escaso margen entre primero y segundo lugar, considero que de respetarse la ley, el ganador hubiera sido López Obrador, a pesar de los graves errores de campaña que cometió”.
El investigador Octavio Rodríguez Araujo apuntaría que la colusión de los intereses del gobierno, las cúpulas empresariales, los medios de comunicación, así como la facciosa y parcial actuación de las autoridades electorales hacían inválidos los cuestionables resultados de las elecciones del 2 de julio de 2006.
El periodista y escritor Miguel Ángel Granados Chapa valoraba en síntesis al proceso electoral de 2006 en los siguientes términos: “Por la magnitud de los errores en el cómputo del conteo y por resultar afectada la certeza de las votaciones se debió anular la elección en la que Felipe Calderón resultó ganador. En la elección presidencial de 2006 hubo por lo menos 316 mil 539 votos irregulares, cifra superior a los 233 mil 831 sufragios en que consistió oficialmente la ventaja de Felipe Calderón sobre Andrés Manuel López Obrador. Pero al calificar la elección, el TRIFE ignoró el valor de esos votos irregulares y al declarar electo a Calderón, lo hizo al margen de la información contenida en las actas, mismas que dicen algo muy distinto a lo que los magistrados nos informaron que decían, es decir que el veredicto del TRIFE, al menos en lo que hace a los votos irregulares, no corresponde a lo asentado en las actas oficiales de escrutinio y cómputo. Por lo tanto, puede afirmarse que en 2006 hubo fraude”.
En octubre de 2018, durante una entrevista, el candidato presidencial del Partido Revolucionario Institucional y de la Alianza por México en 2006, Roberto Madrazo, afirmó que en las actas electorales de las que disponía después de las elecciones de 2006, quien iba arriba en la elección presidencial era el candidato López Obrador y no Calderón, y que si se hubiera hecho el recuento total que demandaba la oposición el resultado hubiera sido favorable para la candidatura de la coalición. Cuando se le cuestionó por qué no dio esta información en su momento dijo que fue porque “nunca se la pidieron” y porque si lo hubiera hecho habría “dinamitado la vida democrática del país”. También afirmó que Felipe Calderón lo buscó para pedirle avalar que había “ganado” la elección, a lo que Madrazo se negó.
Hubo igualmente cuestionamientos jurídicos a ese sentido del fallo, el jurista Juan Antonio Cruz calificó: “El tribunal actuó por decir lo menos, de manera negligente basándose en interpretaciones incorrectas de la Constitución y del derecho. ¿Por qué tomaron una decisión tan mala? A mí, como a muchos ciudadanos, sólo me queda especular”. El académico constitucionalista Miguel Eraña comentó: “Los razonamientos del dictamen dejan en un estatus de profunda debilidad argumentativa a la defensa de la legitimidad de la elección presidencial de 2006; por consiguiente, queda latente su cuestionamiento perenne”.